# Friedrich Merkel
Friedrich Sigmund Merkel (Norimberga, 5 aprile 1845 – 28 maggio 1919) è stato un anatomista e patologo tedesco.

## Biografia
Nel 1857 dette la prima descrizione completa delle Tastzellen (cellule del tatto) che si trovano sulla pelle di tutti i vertebrati. Successivamente a queste cellule gli fu dato l'eponimo di cellule di Merkel nel 1878 da Robert Bonnet.
Nel 1869 fu insignito del dottorato in medicina dall'University di Norimberga. Fu professore all'Università di Rostock (dal 1872), all'Università di Königsberg (dal 1883) e all'Università di Göttingen (dal 1885).
Tra i suoi assistenti più famosi si annoverano Dietrich Barfurth (1849-1927) ed Hermann Kuhnt (1850-1925).

## Alcune pubblicazioni
- (DE)  Das Mikroskop und seine Anwendung, 1875
- (DE)  Handbuch der topographischen Anatomie (Textbook of Topographical Anatomy), 1885-1907
- (DE)  Ergebnisse der Anatomie und Entwickelungsgeschichte; dal 1892 un volume annuo pubblicato con Robert Bonnet (1851-1921).
- (DE)  Menschliche Embryonen verschiedenen Alters auf Medianschnitten untersucht, 1894
- (DE)  Die Anatomie des Menschen. Mit Hinweisen auf die ärztliche Praxis, 1913-18